# Иванов, Иван Иванович (педагог)
Ива́н Ива́нович Ивано́в (1874, Большой Олыкъял, Чебоксарский уезд, Казанская губерния, Российская империя — 12 мая 1966, Морки, Марийская АССР, РСФСР, СССР) — марийский русский и советский педагог. Преподаватель Моркинского педагогического училища (1936—1954). Заслуженный учитель школы РСФСР (1941). 

## Биография
Родился в 1874 году в деревне Большой Олыкъял ныне Волжского района Марий Эл в бедной крестьянской семье. 
В 1894 году экстерном сдал экзамены в Казанской учительской семинарии.
До 1936 года работал учителем в школах Чебоксарского уезда Казанской губернии, Волжского и Советского районов Марийской АССР. В 1906–1916 годах работал учителем Ронгинской второклассной учительской церковно-приходской школы (ныне с. Ронга Советского района Марий Эл). 
В 1936—1954 годах — преподаватель Моркинского педагогического училища. По отзыву И. Чурикова, «добрый, заботливый педагог, учил пению и методике преподавания». Также в училище преподавал музыку и чистописание.
За большой вклад в подготовку педагогических кадров в 1941 году ему было присвоено почётное звание «Заслуженный учитель школы РСФСР». Награждён медалями и дважды — Почётной грамотой Президиума Верховного Совета Марийской АССР.
Скончался 12 мая 1966 года в посёлке Морки ныне Марий Эл.

## Звания и награды
- Заслуженный учитель школы РСФСР (1941)[1][2]
- Почётная грамота Президиума Верховного Совета Марийской АССР (1949, 1954)[1][2]